# Кульяр-Вега
Кульяр-Вега (ісп. Cúllar Vega) — муніципалітет в Іспанії, у складі автономної спільноти Андалусія, у провінції Гранада. Населення — 6914 осіб (2010).
Муніципалітет розташований на відстані близько 360 км на південь від Мадрида, 6 км на захід від Гранади.
На території муніципалітету розташовані такі населені пункти: (дані про населення за 2010 рік)
- Кульяр-Вега: 5319 осіб
- Ель-Венторрільйо: 1595 осіб

## Демографія
Динаміка населення (INE ):

## Галерея зображень

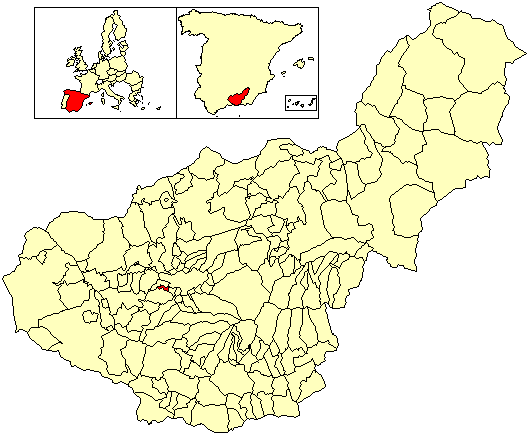
Розташування муніципалітету Кульяр-Вега у провінції Гранада